# Propelops pinicus
Propelops pinicus är en kvalsterart som beskrevs av Arthur P. Jacot 1937. Propelops pinicus ingår i släktet Propelops och familjen Phenopelopidae. Inga underarter finns listade i Catalogue of Life.